# Auguste Boverio
Auguste Louis Boverio, né le 21 février 1886 dans le 11e arrondissement de Paris et mort le 11 avril 1950 dans le 13e arrondissement de cette même ville, est un acteur français. 

## Biographie
Dessinateur à ses débuts, il a épousé en 1911, Suzanne Rognon-Florian (1891-1959), la fille du graveur Frédéric Florian. 

## Filmographie
- 1934 : Rapt / La séparation des races de Dimitri Kirsanoff : Mathias, le colporteur
- 1935 : Un homme de trop à bord de Gerhard Lamprecht et Roger Le Bon : Spontini
- 1936 : L'Appel du silence de Léon Poirier
- 1936 : La Chanson du souvenir de Serge de Poligny : Knips
- 1936 : Donogoo de Reinhold Schünzel et Henri Chomette : Rufisque
- 1936: Sous les yeux d'occident / Razumov de Marc Allégret : Babitchev
- 1937 : L'Affaire Lafarge de Pierre Chenal : Le président des assises
- 1937 : L'Appel de la vie de Georges Neveux : Le docteur Pascal
- 1937 : Claudine à l'école de Serge de Poligny : Le docteur Lebarbu
- 1937 :  Les Secrets de la mer Rouge de Richard Pottier : Kamès
- 1938 : Carrefour / L'homme de la nuit de Kurt Bernhardt : Pierre
- 1938 : La Fin du jour de Julien Duvivier : Le curé
- 1939 : Brazza ou l'Épopée du Congo de Léon Poirier
- 1939 : Le Dernier Tournant de Pierre Chenal : Le prêtre
- 1939 : Les Musiciens du ciel de Georges Lacombe : Le commissaire
- 1939 : Sérénade de Jean Boyer : Beethoven
- 1940 : Untel père et fils de Julien Duvivier
- 1941 : Croisières sidérales d’André Zwobada : Le directeur de l'institut
- 1942 : Forces occultes de Paul Riche
- 1943 : Les Enfants du paradis de Marcel Carné : Le premier auteur
- 1946 : Le Pays sans étoiles de Georges Lacombe : Le juge de paix
- 1946 : Le Bateau à soupe de Maurice Gleize

## Théâtre
- 1920 : Cromedeyre-le-Vieil de Jules Romains, mise en scène Jacques Copeau, Théâtre du Vieux-Colombier
- 1921 : La Dauphine de François Porché, Théâtre du Vieux-Colombier
- 1922 : Les Plaisirs du hasard de René Benjamin, mise en scène Jacques Copeau, Théâtre du Vieux-Colombier
- 1928 : Siegfried de Jean Giraudoux, mise en scène Louis Jouvet, Comédie des Champs-Élysées
- 1928 : Victor ou les enfants au pouvoir de Roger Vitrac, mise en scène Antonin Artaud, Comédie des Champs-Élysées
- 1935 : La guerre de Troie n'aura pas lieu de Jean Giraudoux, mise en scène Louis Jouvet, Théâtre de l'Athénée
- 1937 : L'Impromptu de Paris de Jean Giraudoux, mise en scène Louis Jouvet, Théâtre de l'Athénée
- 1939 : Ondine de Jean Giraudoux, mise en scène Louis Jouvet, Théâtre de l'Athénée
- 1941 : Eurydice de Jean Anouilh, mise en scène André Barsacq, Théâtre de l'Atelier
- 1944 : Antigone de Jean Anouilh, mise en scène André Barsacq, Théâtre de l'Atelier
- 1945 : La Folle de Chaillot de Jean Giraudoux, mise en scène Louis Jouvet, Théâtre de l'Athénée